# Acer olivaceum
Acer olivaceum är en kinesträdsväxtart som beskrevs av W.P. Fang & P.L. Chiu. Acer olivaceum ingår i släktet lönnar, och familjen kinesträdsväxter. Inga underarter finns listade i Catalogue of Life.